# Rudolf Mischer
Rudolf Oskar Heinrich Mischer (* 20. Juni 1851 in Ketschdorf; † Mitte Juli 1928 in Naumburg) war ein deutscher Pädagoge und Autor.

## Leben
Mischer legte am Gymnasium Hirschberg das Abitur ab und studierte anschließend von 1871 bis 1875 an der Universität in Halle Lehramt. Er war nach bestandener Lehramtsprüfung als Lehrer in Halle (Saale) und Minden tätig und wirkte ab 1879 als Lehrer am Gymnasium in Seehausen in der Altmark.
Mischer promovierte 1881 bei Carl Johannes Thomae mit einer Arbeit Ueber die zweite Lagrange’sche Form des d’Alembert’schen Princips an der Universität Jena. In Seehausen wurde er 1893 am Seehausener Gymnasium zum Professor ernannt und schließlich nach der Umwandlung der Lehranstalt in eine Realschule 1899 zum Direktor dieser befördert.
Mischer war Mitglied der Königlichen Prüfungskommission für Feldmesser. Anlässlich seines Eintritts in den Ruhestand im Oktober 1916 wurde er mit dem Königlichen Kronen-Orden III. Klasse (Offizierskreuz) ausgezeichnet. Er zog nach Ende der Dienstzeit nach Naumburg, wo er Mitte Juli 1928 verstarb; er wurde am 20. Juli 1928 auf dem Neuen Friedhof in Naumburg beigesetzt.

## Veröffentlichungen (Auswahl)
- Die Gesetze der Bewegung punktueller Massen (= Jahresbericht des Evangelischen Gymnasiums und der Realschule I. Ordnung zu Minden. Jg. 1877). Minden 1877 (23 S.).
- Ueber die zweite Lagrange’sche Form des d’Alembert’schen Princips. Neuenhahn, Jena 1881 (zugleich: Dissertation, Universität Jena; 29 S.; Digitalisat).
- Psychologische Fragen. Franzen & Große, Stendal 1884 (25 S., Digitalisat).
- Aus der Praxis des physikalischen Unterrichtes. Schröter, Seehausen 1897 (37 S., Digitalisat).
- Zwei Schulreden: 1 ) Die Entwicklung des Menschen von der Jugend bis zum reiferen Alter . 2 ) Macht, Wesen und Recht der Persönlichkeit. Seehausen 1900 (14 S.).
- Kurzer Rückblick auf die Geschichte der Anstalt als Gymnasium. Seehausen 1901 (3 S.)
- Auf der Grenze von Naturwissenschaft und Philosophie. Schröter, Seehausen 1903 (14 S., Digitalisat).
- Der vorgeschichtliche Mensch im mittleren Europa. Ein Vortrag des Direktors. Schröter, Seehausen 1911 (28 S., Digitalisat).
- Seehausens höhere Schule. Festschrift zum 50jährigen Anstaltsjubiläum. Schröter, Seehausen 1911 (16 S., Digitalisat).